# سنت پاول (میزوری)
سنت پاول (به انگلیسی: St. Paul) یک شهر در ایالات متحده آمریکا است که در شهرستان سنت چارلز، میزوری واقع شده‌است. سنت پاول ۱۷٫۳۰ کیلومتر مربع مساحت و ۱٬۸۲۹ نفر جمعیت دارد و ۱۵۷ متر بالاتر از سطح دریا واقع شده‌است.